# Monument funerari a Víctor Balaguer
El Monument funerari a Víctor Balaguer és una escultura historicista de Vilanova i la Geltrú (Garraf) protegida com a Bé Cultural d'Interès Local.

## Descripció
Monument funerari compost d'una base rectangular que descansa sobre un paviment de pedra que forma un graó, un pedestal de planta rectangular de cares llises i les inscripcions següents: Víctor Balaguer. Sin amor para mi lo tuve para todos. Més un coronament format per un altar i un sarcòfag. La base conté dues làpides inclinades treballades en relleu i amb motius florals. Aquestes contenen inscripcions en llatí de les dades de naixement i mort de Víctor Balaguer i la seva esposa Manuela Carbonell. L'altar està ornamentat amb traceria ogival, plecs de roba i escuts amb les barres de Catalunya, la creu de Sant Jordi, Vilanova i inicials. El sarcòfag -rectangular i amb la coberta a dues vessants- està dividit en bandes, treballat amb motius florals i amb inscripcions.

## Història
L'any 1905 es traslladen les despulles de Víctor Balaguer del panteó de la família Samà al nou panteó monumental, erigit a la seva memòria pels seus hereus. Aquest monument fou projectat per Bonaventura Pollés i Vivó, arquitecte, tallat per Alfons Juyol i enlairat pel constructor Joan Sas i Gorgori.